# Takehiro Tomiyasu
Takehiro Tomiyasu (n. 5 noiembrie 1998, Prefectura Fukuoka, Japonia) este un fotbalist japonez liber de contract, care joacă pe post de fundaș. Pe plan internațional, are prezențe la națională pentru Japonia.
Tomiyasu a debutat la echipa națională a Japoniei în anul 2018.

## Statistici
| Japonia | Japonia | Japonia |
| An      | Meciuri | Goluri  |
| ------- | ------- | ------- |
| 2018    | 2       | 0       |
| 2019    | 16      | 1       |
| 2020    | 3       | 0       |
| Total   | 21      | 1       |